# Jill Zarin

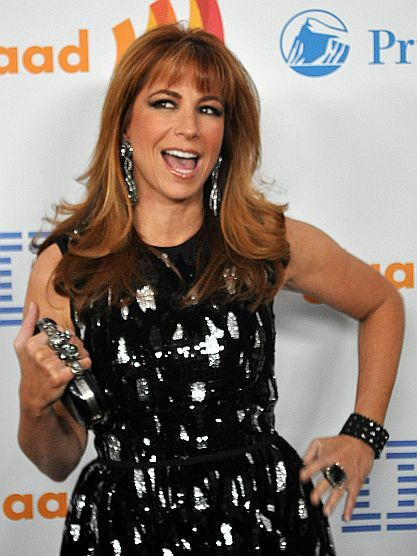
Jill Zarin (2010)

Jill Zarin (* 30. November 1963 in Woodmere, New York als Jill Susan Kamen) ist eine US-amerikanische Medienpersönlichkeit, Schauspielerin und Unternehmerin.

## Leben
Zarin wurde am 30. November 1963 in Woodmere auf Long Island als Tochter von Saul und Gloria Kamen geboren. Lisa Wexler ist ihre Schwester. Sie machte 1985 an der Simmons University einen Abschluss zur Einzelhandelskauffrau.
In erster Ehe war sie mit Steven Shapiro verheiratet. Die beiden wurden Eltern eines Kindes. Ab 2000 bis zu seinem Tod 2018 war sie mit Bobby Zarin (1946–2018) verheiratet. Aus zweiter Ehe mit Zarin hat sie drei Stiefkinder. Seit Dezember 2018 ist sie mit Gary Brody liiert.

## Karriere
Einem breiten Publikum wurde Zarin durch ihre Besetzung in der Reality-TV-Sendung The Real Housewives of New York City bekannt, in der sie von 2008 bis 2020 in über 67 Episoden zu sehen war. Danach trat sie in Ablegern wie The Real Housewives Ultimate Girls Trip oder The Real Housewives of New Jersey auf. Sie war anschließend in Formaten wie der Promi-Ausgabe von Who Wants to Be a Millionaire?, Good Afternoon America oder Good Morning America zu sehen.
Gemeinsam mit ihrer Mutter und ihrer Tochter Allyson Shapiro veröffentlichte sie 2010 das Buch Secrets of a Jewish Mother Ein Jahr später debütierte sie in einer Episode der Fernsehserie White Collar als Schauspielerin. 2015 spielte sie im Tierhorrorfernsehfilm Night of the Wild – Die Nacht der Bestien die Rolle der Liz.
Sie ist Gründerin und Inhaberin mehrerer Unternehmen. Unter anderen betreibt sie mit Skweez Couture Shapewear ein Modegeschäft und mit Jill Zarin Jewelry ein Schmuckgeschäft, deren Produkte über das Home Shopping Network aber auch in Kaufhäusern bezogen werden können. 
Des Weiteren ist sie Inhaberin eines Teppichladens. Daneben versucht sie sich als Influencerin und hat unter anderen auf Instagram über 660.000 Follower. Daneben berichten nationale und internationale Boulevardzeitung regelmäßig über sie.

## Filmografie (Auswahl)
- 2011: White Collar (Fernsehserie, Episode 3x05)
- 2015: Night of the Wild – Die Nacht der Bestien (Night of the Wild, Fernsehfilm)